# Двуречный (Ставропольский край)
Двуре́чный — посёлок в Ипатовском районе (городском округе) Ставропольского края России.

## Географическое положение
Расстояние до краевого центра: 124 км. Расстояние до районного центра: 23 км.

## История
В соответствии с Указом Президиума Верховного Совета РСФСР от 21 сентября 1964 года посёлок Первая ферма племзавода «Советское руно» переименован в посёлок Двуречный.
До 1 мая 2017 года посёлок находился в составе сельского поселения Советскорунный сельсовет.

## Население
| 1989 | 2002 | 2010 | 2014 | 2023 |
| ---- | ---- | ---- | ---- | ---- |
| 318  | ↘264 | ↘157 | ↗200 | ↘133 |

По данным переписи 2002 года, 89 % населения — русские.

## Инфраструктура
По состоянию на 2014 год на территории посёлка действовали Дом культуры, амбулатория, фельдшерский пункт.